# Gerhard Kowalewski
Gerhard Hermann Waldemar Kowalewski (Altjährshagen, 27 de março de 1876 — Gräfelfing, 21 de fevereiro de 1950) foi um matemático alemão.
A sua tese de 1898 Über eine Kategorie von Transformationsgruppen einer Vierdimensionalen Mannigfaltigkeit foi orientada por Sophus Lie. Orientou Alwin Walther.
Foi reitor da Universidade Técnica de Dresden, de 1935 a 1937.

## Obras
- Das Integral und Seine Geometrischen Anwendungen, 1910
- Die komplexen Veränderlichen und ihre Funktionen; Fortsetzung der Grundzüge der Differential- und Integralrechnung, zugleich eine Einführung in die Funktionentheorie. Leipzig, Berlim: B. G. Teubner, 1911
- Einführung in die Determinantentheorie, einschliesslich der Fredholmschen Determinanten, 4ª edição. Berlim : Walter de Gruyter, 1954